# محمد بن عمر واقدی

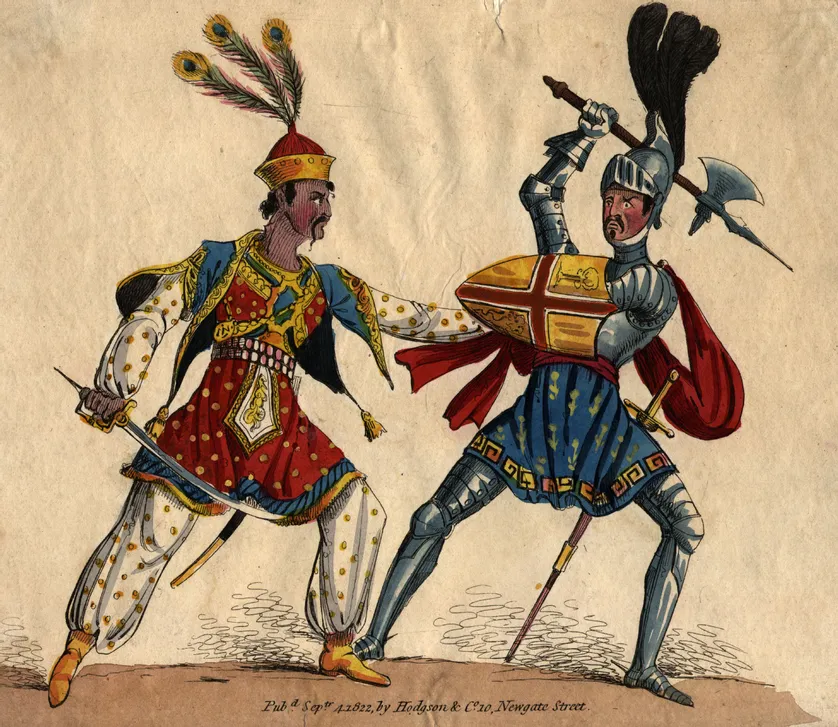
نقاشی از محمد بن عمر واقدی

محمد بن عمر واقدی (درگذشتهٔ ۲۰۷ یا ۲۰۹ هجری قمری) از مورخان و سیره‌نویسان سدهٔ دوم و سوم هجری بود. او آگاهی گسترده‌ای دربارهٔ رخدادهای تاریخی داشته و بسیاری از تاریخ‌نگاران از پژوهش‌های او بهره برده‌اند.
واقدی از موالی بود و در سال‌های پایانی فرمانروایی امویان زاده‌شد. در آینده به برمکیان پیوست. در روزگار مأمون به قضاوت رسید. نوشته‌های او منبع اصلی بسیاری از تاریخ‌نویسان بوده‌است. اثر نامدار او که امروزه در دست نیست تاریخ کبیر نام داشته که طبری در نگارش تاریخش از آن بهره برده‌است. همچنین کتابی هم دربارهٔ صحابه و تابعین داشته که آن هم برجا نمانده‌است. تنها نوشتهٔ او که اکنون در دست است کتاب المغازی است.
گفته شده که او بردگانی داشته که وظیفه‌شان نوشتن برای او بوده‌است. همچنین آورده‌اند که پس از مرگش از او ششصد قفسه کتاب برجای ماند.
قابل ذکر است که المغازی را برای بار نخست، مولوی عبدالله بن محمد سروستانی (۱۲۷۰ق-۱۳۴۲ق) تحت عنوان نثرالدرر به فارسی ترجمه نموده‌است. وی کار ترجمه المغازی را در رمضان ۱۳۳۳ق در زادگاه خود (روستای سروستان در هرات) به پایان رسانید. نثرالدرر بعدها در لاهور و پیشاور به چاپ رسیده و چند نسخه از آن نیز اکنون در هرات موجود است.
واقدی در علم فقه نیز تبحر داشت. کاتب و منشی او، ابن سعد بغدادی، اطلاعاتی راجع به زندگی او بر جای گذاشته‌است. مادر او نوهٔ یک تاجر و خوانندهٔ ایرانی در مدینه بود.